# Tratado de Oñate

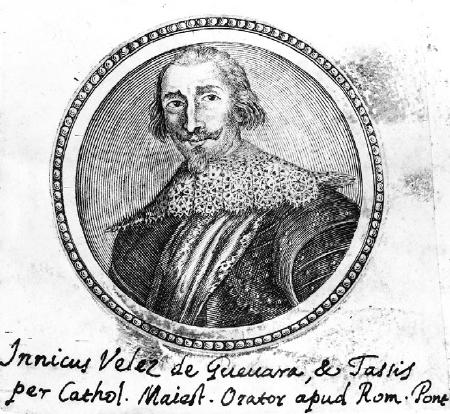
Íñigo Vélez de Guevara y Tassis, VII conde de Oñate y del que el tratado toma nombre.

El tratado de Oñate o acuerdo de Oñate del 29 de julio de 1617 fue un tratado secreto entre las ramas española y austríaca de la Casa de Habsburgo. El rey español Felipe III acordó que el austríaco Fernando II debería convertirse en rey de Bohemia y Hungría, dos títulos disputables cuyo título había heredado Matías como Emperador. A su vez, Fernando II, le garantizó a Felipe III derechos en los territorios cercanos al "Camino Español", una cadena de territorios de los Habsburgo españoles ligeramente conectada que abarcaba desde el norte de Italia, donde un virrey español gobernaba el ducado de Milán, pasando por el Condado de Borgoña y llegando finalmente a los Países Bajos españoles, asegurando así la principal ruta de suministro española durante la guerra de los Ochenta Años contra los insurgentes protestantes. El acuerdo fue bautizado en honor a Íñigo Vélez de Guevara y Tassis, VII Conde de Oñate y embajador español en Viena entre 1617 y 1625, quien negoció su versión final.

## Contexto

El "Camino Español", cuya seguridad era vital para España y llevó a Felipe III de España a luchar por un tratado con los Habsburgo austriacos para garantizar su estabilidad.

En 1612, Rodolfo II murió y fue sucedido por su hermano Matías. Como Matías y el resto de archiduques de la rama principal de los Habsburgos no tenían hijos, acordaron nombrar sucesora a la rama estiria de los Habsburgo, nombrando sucesor efectivo a Fernando II. El acuerdo se realizó sin tener en cuenta la oposición del consejero jefe de Matías, el cardenal Melchior Khlesl, y sin tener en cuenta a Felipe III, figura principal de los Habsburgo españoles, quien comenzó a reclamar sus derechos para sus hijos. Como cardenal, arzobispo de Viena, el "reformador papal general del Archiducado de Austria" y cabeza del consejo secreto de Matías, Khlesl trabajó en torno a una reconciliación entre católicos y protestantes en Austria. Su argumento principal para apoyar la política de acercamiento era que las disputas entre las religiones podrían paralizar el funcionamiento de las instituciones del Sacro Imperio Romano Germánico: ya habían tenido que evitar la asamblea del Reichstag en 1608 y 1613, así como la Türkenhilfe, una defensa común contra de "la amenaza otomana". Sin embargo, Fernando II fue conocido como protagonista de la Contrarreforma y como una bestia negra para los estados protestantes.
Felipe III estaba listo para aceptar a Fernando II como sucesor de Matías, pero impuso ciertas condiciones para su aprobación. La rama española era más poderosa que la rama austríaca de los Habsburgo y él mismo hizo valer sus derechos a la corona imperial, ya que era nieto de Maximiliano II. Sin embargo la prioridad de Felipe III era asegurar el Camino Español, una ruta terrestre que conectaba las posesiones españolas en el norte de Italia, aseguradas durante la Guerra Italiana de 1521-1526, con los Países Bajos españoles a través de los pasos alpinos de Valtelina y Alsacia. La ruta marítima hacia los Países Bajos españoles era insegura desde la derrota de la Armada Invencible y el río Escalda estaba bloqueado por las Provincias Unidas. Desde el último tercio del siglo XVI, España se encontraba inmersa en una larga guerra y aunque las hostilidades solamente se estaban produciendo en Europa y no en las colonias, España había accedido a firmar la Tregua de los doce años, pero trataba de reanudar la guerra, ya que las condiciones propuestas por las Provincias Unidas para la paz eran inaceptables para España. Los enviados de Felipe III a la corte del Sacro Imperio Romano Germánico fueron Baltasar de Zúñiga e Íñigo Vélez de Guevara y Tassis, VII conde de Oñate, favoreciendo ambos la reanudación de la Guerra de los Ochenta Años. En Italia, el objetivo de la política española era fortalecer su posición en el ducado de Milán mediante la adquisición de los principados de los alrededores y ganando el acceso directo al mar Mediterráneo a través de pueblos como Finale Ligure para acceder por Alessandria a Milán.

## Términos
El acuerdo fue firmado el 29 de julio de 1617 y nombrado en honor del conde de Oñate a causa de su importante papel en las negociaciones. Felipe III cesó sus reclamaciones a los tronos de Bohemia y Hungría, los cuales fueron explícitamente reconocidos en el acuerdo en el caso de la elección de Fernando II. Del mismo modo, las reclamaciones de patrilinealidad cesaron. Por su parte, Fernando II le prometió a Felipe III la cesión de Finale Ligure y del Principado de Piombino, ambos territorios ya ocupados por España, así como una cesión de los derechos austríacos en Ortenau y Alsacia.

## Aplicación y consecuencias
Los Habsburgo mantuvieron el tratado en secreto: ni siquiera informaron a Melchior Khlesl al respecto. La capitulatio caesarea que el emperador germánico tenía que acordar antes de su elección solamente había sido enmendada según una cláusula de custodia para los feudos imperiales en Italia, deteniendo la expansión española en esta zona. Sin embargo la cesión a España de Finale y el Principado de Piombino se efectuó en 1617 y 1621, respectivamente. Con el apoyo de Maximiliano III de Austria, Fernando II logró hacerse con las coronas de Bohemia y Hungría en 1617 y 1618. El 20 de mayo de 1618, Klesl, quien seguía proponiendo un acercamiento entre católicos y protestantes, aún después de la defenestración de Praga, fue detenido por Fernando II y Maximiliano III. Los Estados bohemios mientras tanto se habían alzado contra Fernando II, y el 26 y 27 de agosto de 1619 eligieron a Federico V, líder de los Protestantes en el Sacro Imperio Romano Germánico, como  nuevo "rey de invierno" de Bohemia. Al día siguiente, sin embargo, Fernando II fue elegido el emperador del Sacro Imperio. Los acontecimientos en Bohemia habían causado la movilización de la Liga Católica Alemana y con apoyo español, Fernando II derrotó a los estados Bohemios y expulsó al "rey de invierno" en la batalla de la Montaña Blanca el 8 de noviembre de 1620.